# جولای لوآنگو
جولای لوآنگو (نام علمی: Ploceus subpersonatus) نام یک گونه از سرده جولاها است.